# Wairoa River (Bay of Plenty)
Der Wairoa River ist ein Fluss in der Region Bay of Plenty auf der Nordinsel von Neuseeland.

## Namensbedeutung
In der Sprache der Māori bedeutet „Wairoa“ zu deutsch „langes Wasser“.

## Geographie
Der Wairoa River entsteht durch den Zusammenfluss des Mangakarengorengo River mit dem Opuiaki River, 750 m östlich des New Zealand State Highway 29 und etwas mehr als 100 m nordnordwestlich des nördlichen Ende des Lake McLaren. Die McLaren Falls beenden hier den Flussverlauf des Mangakarengorengo River. Der Wairoa River besitzt bei einer nördlichen Ausrichtung eine Länge von 14 km und mündet westlich von Bethlehem, einem Stadtteil von Tauranga, in den Tauranga Harbour.
Der Wairoa River stellt den größten Frischwasserzufluss zum Tauranga Harbour dar. 

## Wasserkraftwerk
Gut 4 km flussabwärts seiner Entstehung trägt die am Ostufer befindliche Ruahihi Power Station die nach der Stromerzeugung genutzten Wässer dem Fluss zu, was den Wasserstand des Flusses erheblich erhöht. Das Wasser stammt aus dem Stausee Lake McLaren und wird über einen zunächst 2,3 km oberirdisch verlaufenden Kanal, Ruahihi Canal genannt, und dann über eine rund 1,75 km lange unterirdisch verlaufende Röhre dem Kraftwerk zugeführt.
Ein weiteres Wasserkraftwerk befindet sich im Entstehungsgebiet des Wairoa River wird aber von den Wässern des Lake McLaren versorgt.

## Weitere Nutzung
Ab der Ruahihi Power Station kann das Fluss mit Motorbooten befahren werden, bei denen eine Maximalgeschwindigkeit von 5 Knoten nicht überschritten werden darf. In den ruhigeren Teilen des Flusses ist auch das Kajakfahren beliebt.

## Wildwasserfahren
Das Wildwasserfahren kann ab den McLaren Falls mit Stromschnellen der Grade 3 bis 5 an 26 Tagen im Jahr praktiziert werden. Hierzu werden die Schleusen des Lake McLaren geöffnet, der von der Firma Trustpower kontrolliert wird. Auf der Strecke zwischen den McLaren Falls und der Ruahihi Power Station findet einmal jährlich das Wairoa Whitewater Extreme Race statt, an dem bis zu 80 Wildwasserfahrer teilnehmen können.